# Dirleton
Dirleton är en ort i Storbritannien.   Den ligger i kommunen East Lothian och riksdelen Skottland, i den centrala delen av landet, 500 km norr om huvudstaden London. Dirleton ligger 29 meter över havet och antalet invånare är 496.
Terrängen runt Dirleton är platt. Havet är nära Dirleton åt nordväst. Runt Dirleton är det ganska glesbefolkat, med 43 invånare per kvadratkilometer. Närmaste större samhälle är Tranent, 15,5 km sydväst om Dirleton. Trakten runt Dirleton består till största delen av jordbruksmark.